# Balkan (província)
A Província de Balkan (turquemeno: Balkan welaýaty) é uma das cinco welayat (províncias) do Turquemenistão. Está localizado no extremo oeste do país, fazendo limites com Uzbequistão, Cazaquistão, o Mar Cáspio e o Irã.

## Distritos
A províncial de Balkan é subdividida em 6 distritos (etraplar, singular etrap) e 7 cidades (il). Mudanças nominais ocorridas desde 1995 estão marcadas em parenteses:
- Distritos
  - Bereket (nome anterior: Gazanjyk)
  - Esenguly 
  - Etrek (nome anterior: Gyzyletrek)
  - Magtymguly (nome anterior:Garrygala)
  - Serdar (nome anterior: Gyzylarbat)
  - Türkmenbaşy

- Cidades
  - Balkanabat
  - Bereket (nome anterior: Gazanjyk)
  - Garabogaz (nome anterior: Bekdaş)
  - Gumdag
  - Hazar (nome anterior: Çeleken)
  - Serdar (nome anterior: Kyzyl-Arvat, Gyzylarbat) – recebeu o status de etrap em 3 de Fevereiro de 2008[4]
  - Türkmenbaşy (nome anterior: Krasnovodsk)